# کاتولیک‌های گوان
کاتولیک‌های گوان (انگلیسی: Goan Catholics) یک جامعه قومی-مذهبی متشکل از مسیحیان هندی هستند که از آیین رومی ایالت گوا، در بخش جنوبی منطقه کنکان در امتداد ساحل غربی هند پیروی می‌کنند. آنها مردم کونکانی هستند و به زبان کونکانی صحبت می‌کنند.